# Ольгівка (Каховський район)
О́льгівка — село в Україні, у Тавричанській сільській громаді Каховського району Херсонської області. Населення становить 397 осіб. 24 лютого 2022 року село тимчасово окуповане російськими військами під час російсько-української війни.

## Населення

### Мова
Розподіл населення за рідною мовою за даними перепису 2001 року:
| Мова       | Відсоток |
| ---------- | -------- |
| українська | 87,91%   |
| російська  | 10,33%   |
| румунська  | 0,5%     |
| інші       | 1,26%    |